# Platon Antoniou
Platon Antoniou (Londres, 20 de abril de 1968), conocido artísticamente simplemente como «Platon», es un fotógrafo greco-británico que ha retratado a diversos líderes mundiales y figuras públicas, muchos de ellos para la revista The New Yorker.

## Biografía
De madre inglesa y padre griego, Platon Antoniou pasó su niñez y adolescencia en Grecia, aunque posteriormente estudió en su ciudad natal, acudiendo a la St. Martin's School of Art y al Royal College of Art, donde uno de sus profesores y mentores fue el fotógrafo John Hinde.

## Obra fotográfica
Con menos de 30 años su trabajo ya era publicado por revistas inglesas como Vogue, lo que le dio a conocer y propició que fuese contratado para la revista George Magazin estadounidense, de nueva creación a comienzos del siglo XXI. Aunque esta publicación desapareció no mucho después, esto hizo que se mudara y se diera a conocer su trabajo en ese país del continente americano. Así, tuvo las puertas abiertas para sus habituales colaboraciones y multitud de portadas en revistas como Time, The New York Times, Rolling Stone, GQ o Esquire, entre otras.
Una de sus fotografías más conocidas e importantes fue la que hizo a Bill Clinton poco antes de terminar su mandato. Esta imagen levantó gran revuelo en su momento, siendo un retrato simétrico y cercano de gran fuerza en la que el presidente norteamericano sonríe orgullosa y pícaramente ante la propuesta de Platónː "Señor presidente, enséñeme el amor".

## Publicaciones
- 2004. Platon's republic
- 2011. Portraits of power'